# واخوشتی کوته‌تیشویلی
واخوشتی کوته‌تیشویلی (گرجی: ვახუშტი კოტეტიშვილი؛ تولد: ۴ اوت ۱۹۳۵؛ مرگ: ۷ اوت ۲۰۰۸) زبان‌شناس، مترجم، شاعر و ایرانشناس اهل کشور گرجستان بود. پدرش «واختانگ کوته‌تیشویلی» نام داشت که او نیز شخصیت برجسته‌ای بود. واخوشتی در سال ۱۹۵۹ از دانشگاه دولتی تفلیس در زمینهٔ زبان‌های شرقی و تاریخ فارغ‌التحصیل شد. پس از آن ترجمهٔ مجموعه‌ای از اشعار شرقی به زبان گرجی که شامل شعرهای حافظ، مولانا و خیام بود را منتشر کرد. وی در سال ۱۹۶۲ تحصیلات خود را در زمینهٔ زبان‌شناسی فارسی به اتمام رساند و مدیر بخش زبان‌های شرقی و تاریخ دانشگاه ملی شد. واخوشتی در سال ۱۹۷۵ به درجهٔ پروفسوری رسید.

## مستند شاعر بهشتی
مستندی ایرانی به نام «شاعر بهشتی» دربارهٔ زندگینامهٔ واخوشتی کوته‌تیشویلی ساخته شده است. کارگردان این مستند ۶۰ دقیقه‌ای، «رحیم مرتضی‌وند» نام دارد.